# Комплекс Туман-ака
Туман-ака — погребальный комплекс в некрополе Шахи-Зинда в Самарканде, возведённый от имени жены Амира Темура Туман-ака, расположен на западной стороне «северного дворика».

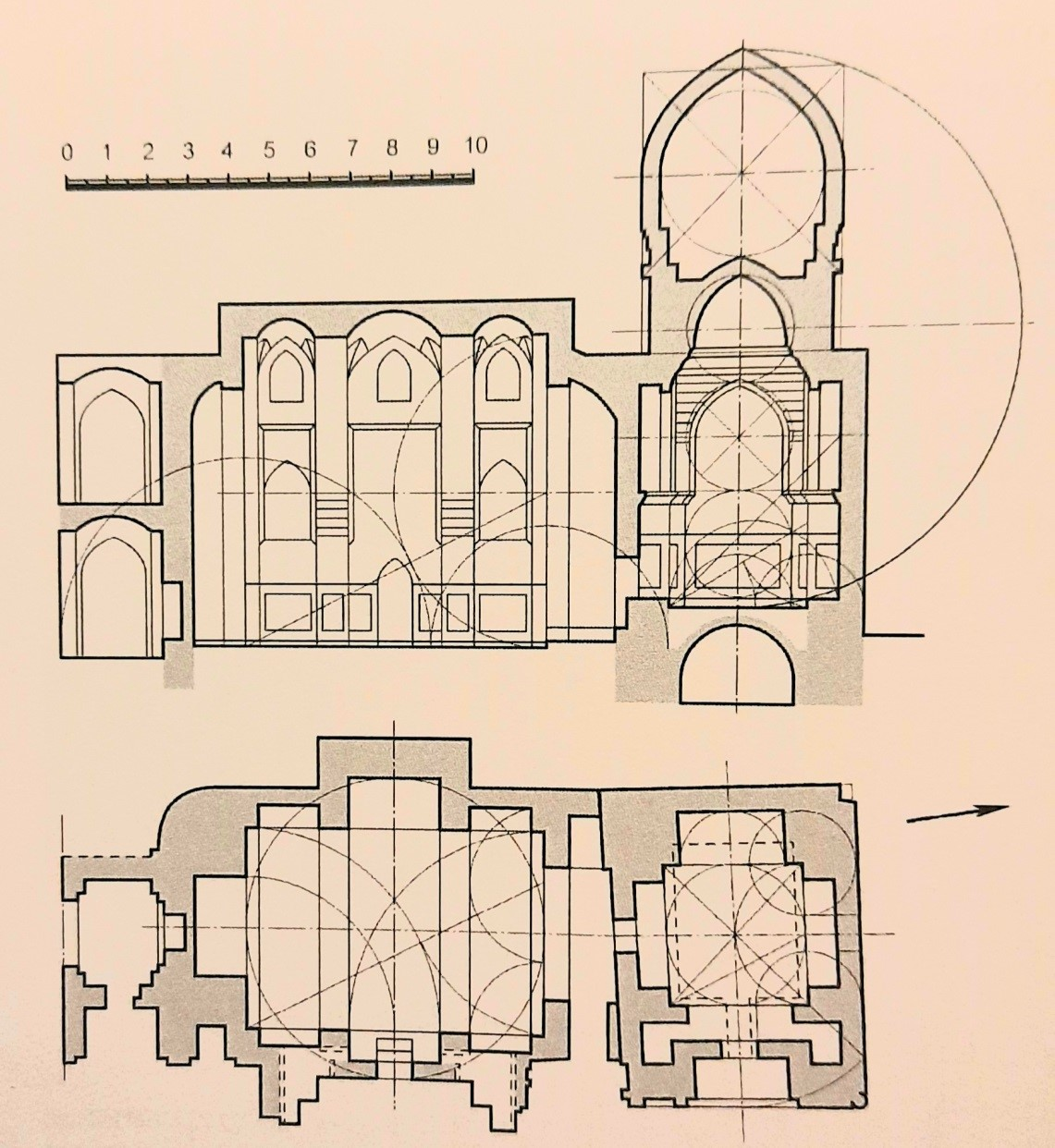
Из книги Немцевой Н. Б. Ансамбль Шахи-Зинда: история-археология-архитектура XI—XXI вв. Самарканд, 2019.

## Исторический срез
В конце XIV — начале XV века ансамбль Шахи-Зинда окончательно сложился в пределах крепостной стены городища Афрасиаб. В комплекс входил однокамерный портально-купольный мавзолей Туман-ака, трехчастная мечеть с южной худжрой, когда-то связанной проёмом с мечетью, и верхний чартак. До исследований 60-х годов XX века вся эта группа считалась единовременной. При исследованиях в 1960-61 годах было установлено, что эти строения возникли в разное время, и только декоративное оформление, выполненное в 1405—1406 годах, как гласит надпись, придало ей облик единого комплекса. По поводу атрибуции мавзолея высказано несколько версий. В годы строительства мавзолея Туман-ака была в расцвете лет. Ей было 39-40 лет, после смерти Темура в 1405 году, по свидетельству источников, Туман-ака была отправлена сначала Халил Султаном в Саганак, а затем, по требованию Шахруха, в Герат. Ни в том, ни в другом городе мавзолея Туман-ака нет. Наиболее вероятно, что царица выстроила мавзолей в Шахи-Зинда задолго до кончины, как это было принято в правящей семье, и, возможно, похоронена в нём. Об этом сообщает на основе преданий Абу Тахир Ходжа в «Самарии». К сожалению, даже косвенные данные (характер погребения) в склепе, забитом строительным мусором, не могут пока этого подтвердить.

## Верхний чартак ансамбля
Здание с куполом на четырех арках, возможно, первое звено в группе комплекса Туман-ака. Чартак возник в середине XIV века или ещё раньше — в XII веке. Было установлено, что пилоны западной арки чартака до мозаичной облицовки в 1405—1406 годах на стыке со стенами мечети были оштукатурены ганчем. Это свидетельство того, что чартак был построен до мечети Туман-ака. При строительстве мечети главный её вход был совмещён с западной аркой чартака. Массивная двустворчатая дверь из карагача, установленная в восточной арке чартака ведет в комплекс Кусама ибн Аббаса. Она относится к началу XV века. Тонкая двухплановая резьба, инкрустированная когда-то слоновой костью, сплошь покрывает оба полотнища двери. На правой створке надпись — «двери рая открыты для народа», на левой — имя мастера, «работа Сайида Юсуфа Ширази», внизу — дата −807 год хиджры (1404—1405).

## Мавзолей «малой госпожи гарема»
Был возведён в чёрной кладке, когда началось строительство мечети. Здание типологически относится к группе однокамерных портально-купольных усыпальниц некрополя Шахи-Зинда с двойным куполом, которые появились в конце XIV — начале XV века. Это здание, покрытое голубым куполом, самое стройное в северной части ансамбля. Высота мавзолея достигает 17,5 м, здание на 7 м выше соседнего мавзолея Ходжи Ахмада. Размеры здания снаружи — 8,7×6,8 м. Портал мавзолея, обращённый на восток, сплошь покрыт наборной кашинной мозаикой. Пилоны орнаментированы вертикальными бордюрами. Центральная «дорожка» покрыта эпиграфическим орнаментом тончайшего мозаичного набора. Полукупол портальной ниши украшают мозаичные сталактиты. Два других внешних фасада (боковой и задний) мавзолея облицованы кирпичной мозаикой из изразцов голубого и синего цвета в сочетании с неполивной терракотой. Крупный геометрический узор типичен для облицовки больших плоскостей внешних стен зданий XIV—XV веков.

## Интерьер мавзолея
Необыкновенно выразителен и изящен интерьер мавзолея. Разбитый по осям глубокими нишами интерьер имеет чёткое крестовидное очертание. В основании стен проходит панель из голубых кашинных плиток, расписанных тончайшим золотым узором. Верх стен, оштукатуренный ганчем, покрывает роспись с чёрным и синим контуром, дополненным золотисто-оранжевым тоном (кызыл-кесак). Рисунок составляют трилистники, ромбы, спирали и звёзды. В некоторых панно изображены пейзажи с ручьями, камнями, деревьями и птицами. Внутренний купол расписан звёздчатым гирихом. Подкупольный октагон задрапирован многорядовой гирляндой ганчевых сталактитов, покрытых росписью в том же стиле и цветовой гамме, что и стены.

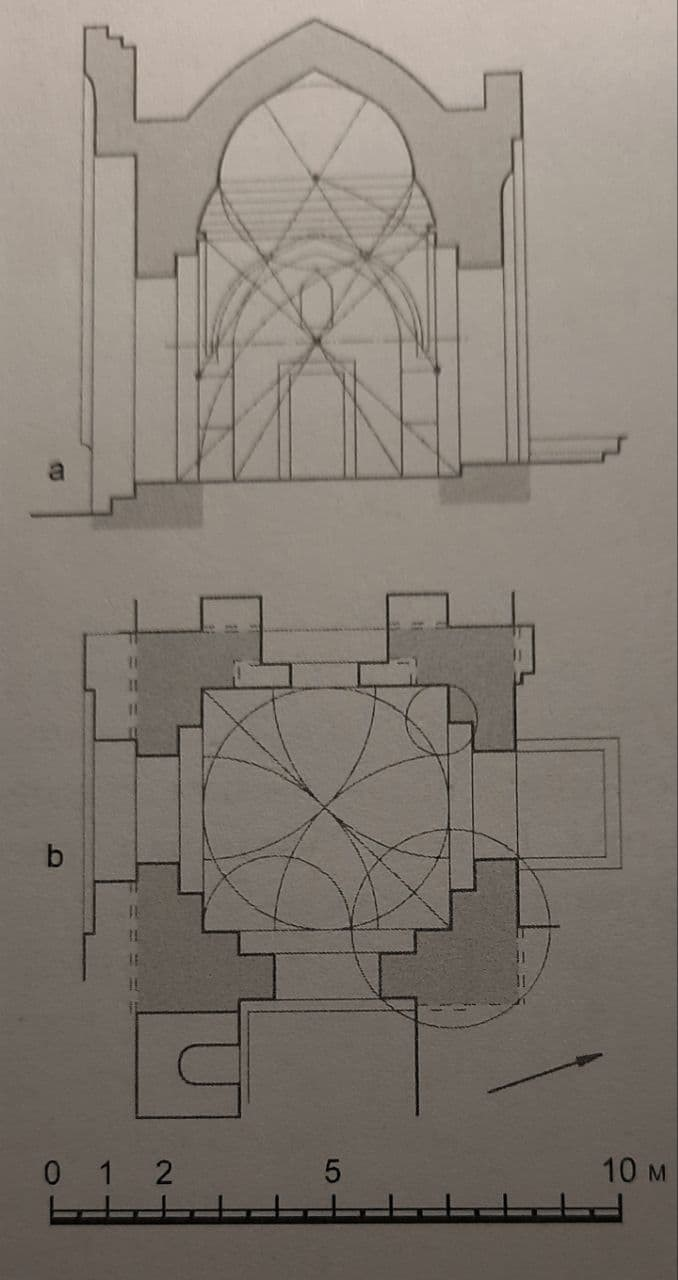
Из книги Немцевой Н. Б. Ансамбль Шахи-Зинда: история-археология-архитектура XI—XXI вв. Самарканд, 2019.

## Склеп мавзолея
В подпольной части мавзолея находится прямоугольный в плане склеп, перекрытый коробовым сводом и входным дромосом со стороны портальной ниши. Склеп забит строительным мусором (возможно, ремонт XIX века) и погребения расчистить не удалось. Конструкция склепа и наземная часть мавзолея представляют единый монолит, как в мавзолее эмира Бурундука.

## Эпиграфика комплекса
Во время ремонтных работ 2005 года были восстановлены некоторые надписи по эскизам Абдулхакима Раззакова.
Имя мастера по мозаике и эпиграфике написано в прямоугольном картуше, в нижней части левого пилона портала мавзолея, белыми буквами по синему фону:
«писал Шейх Мухаммад ибн Ходжи Бандгаран ат-Тугра-бази (мастер по печатям)».
Выполнено почерком сульс. Прочтение, что мавзолей был построен мастером из Тебриза, ошибочно.
Внутри портальной ниши, над южным входом в мечеть (южная худжра) под поясом сталактитов, в большом мозаичном панно вплетена историческая, посвятительная надпись. Буквы жёлтые, почерк насх — верхняя строка и сульс — нижняя строка.
«Возведено здание этой озаренной усыпальницы по указанию великой, могущественной принцессы Туман-ака, дочери справедливого амира Мусы — да продлит Аллах ее владычество! В году восемьсот восьмом (1405—1406)»
В верхней части надписи белыми буквами и почерком куфи написаны молитвенные формулы. Надпись на худжре свидетельствует, что мечеть-ханака, как и весь комплекс, основан от имени жены Амира Темура — Туман-ака.
«О, мой Аллах, Ты — есть дарующий мир, мир от Тебя, и приветствие возвращается к Тебе! Ты благословенный, о обладатель могущества и величия!»
На левой щековой стене почерком куфи повторена приведённая выше сентеция.
«Сей мир прибежище гордыни».
А ниже почерком сульс — ещё одна сентеция.
«Благоденствие без благодарности Богу — кратковременно».

## Описание мечети Туман-ака
Мечеть была встроена между мавзолеем эмира Бурундука и мавзолеем Туман-ака. Мечеть имеет трёхчастный внутренний план, перекрыта тремя куполками на подпружных арках, основанных на мощных выступающих пилонах. Мечеть имела три входа: средний выходил в чартак, северный открыт в северный дворик, южный (худжра 3,5 х 3,5 м) выходил в коридор ансамбля. Общие размеры мечети в плане — 11,8×6,8 м.

## Интерьер мечети Туман-ака
Глубокие ниши в стенах мечети заполнены ажурными ганчевыми сталактитами. Высоко под куполами расположены световые окна с ганчевыми решётками — панджара. В основании стен проходит яркая голубая панель из шестигранных плиток с мозаичным бордюром, в центре западной стены небольшой михраб.

## Галерея

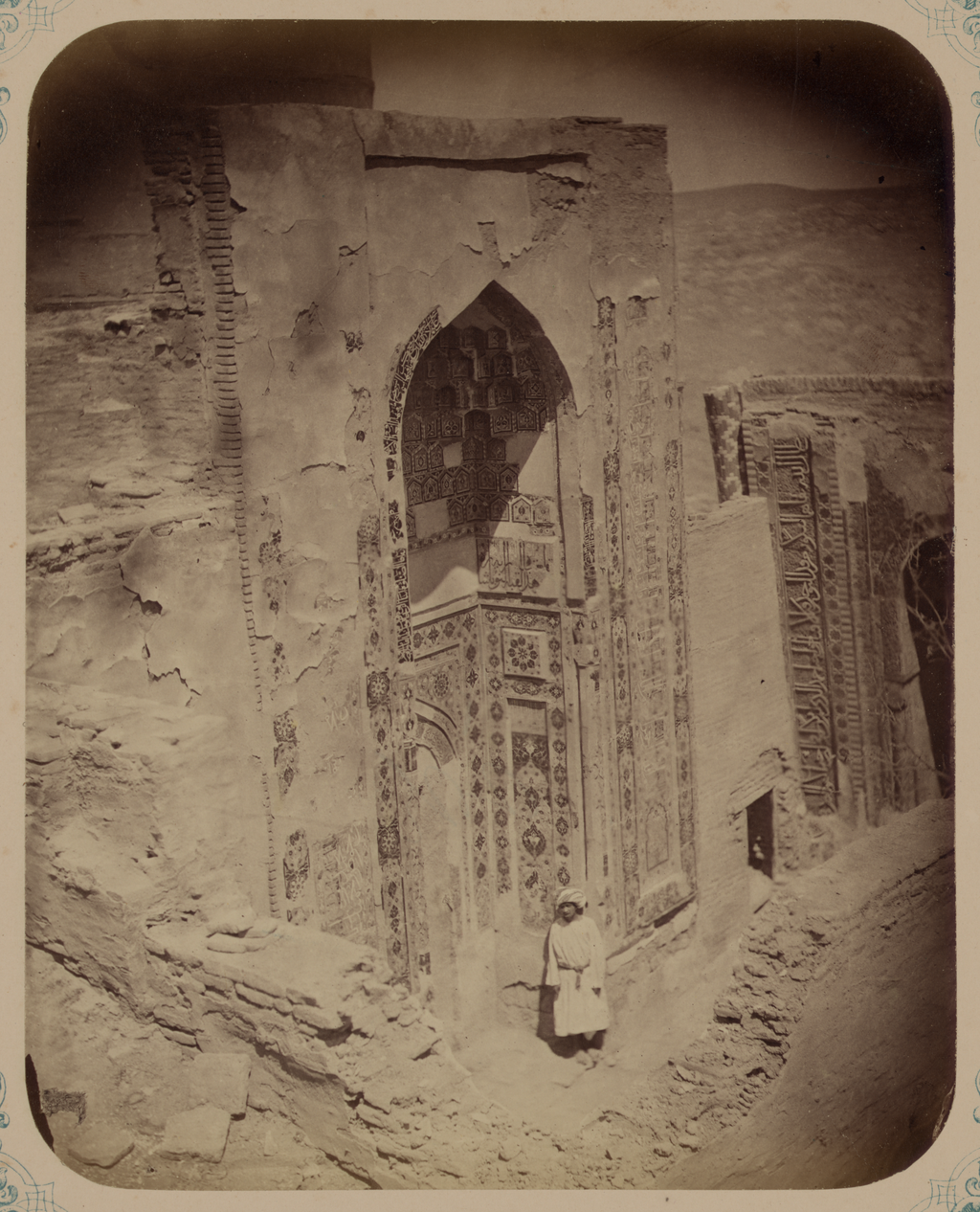
1870
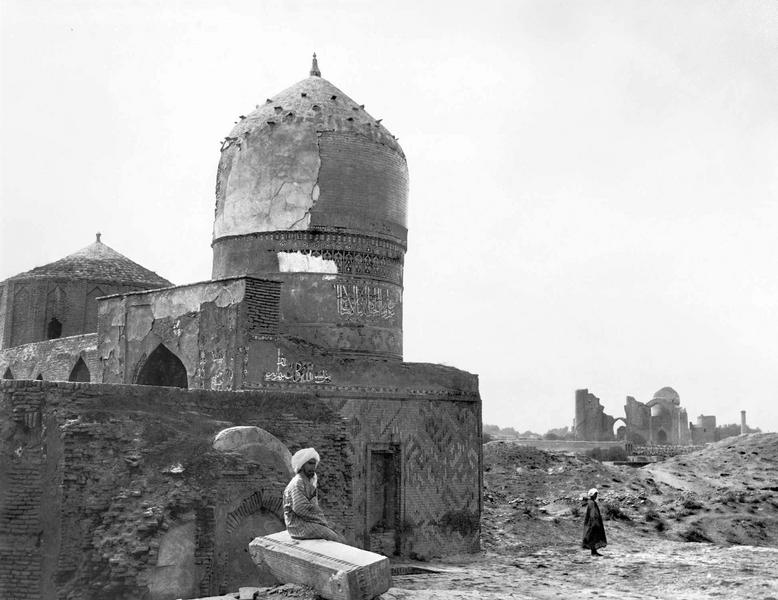
1890
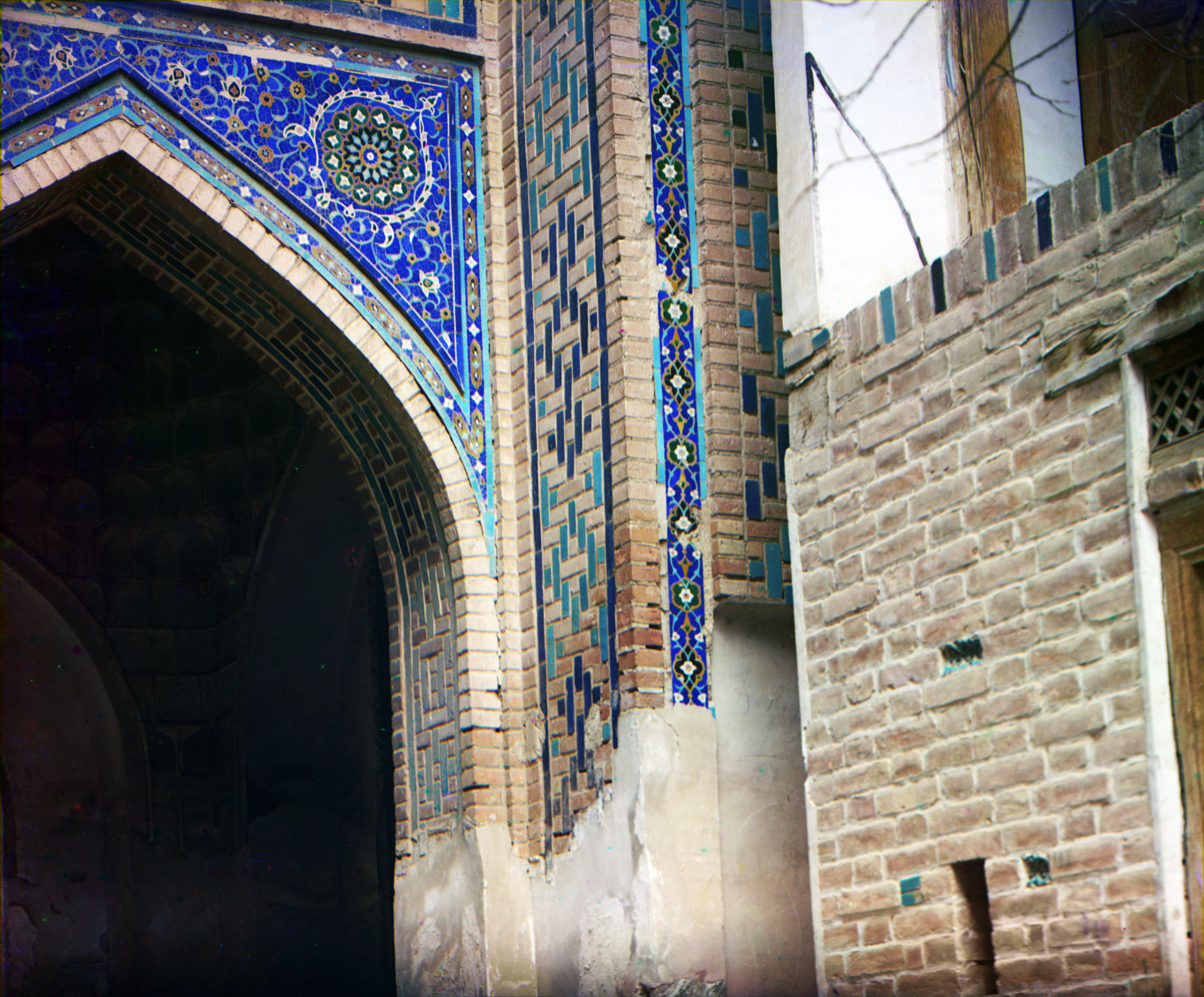
1911
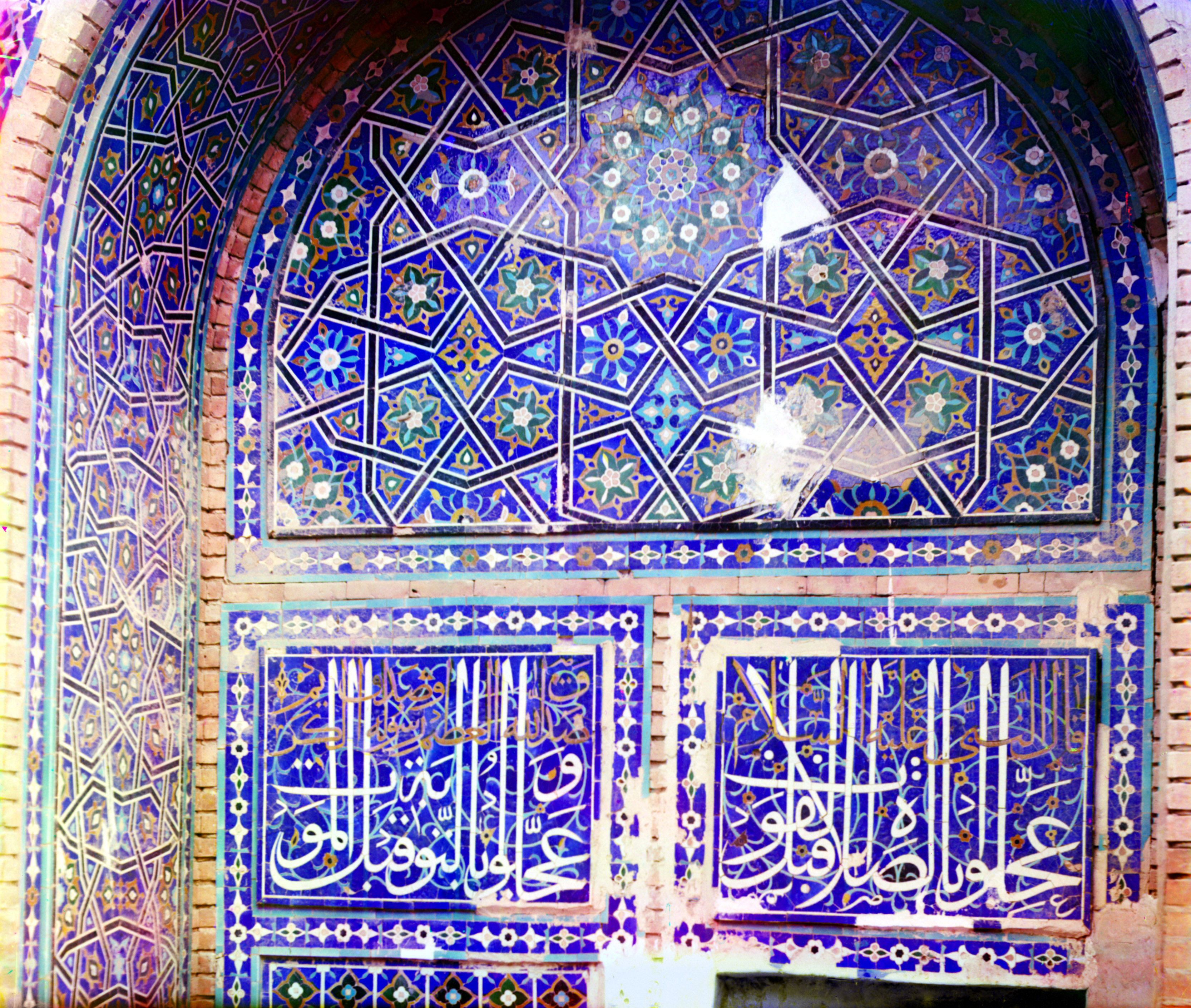
1911
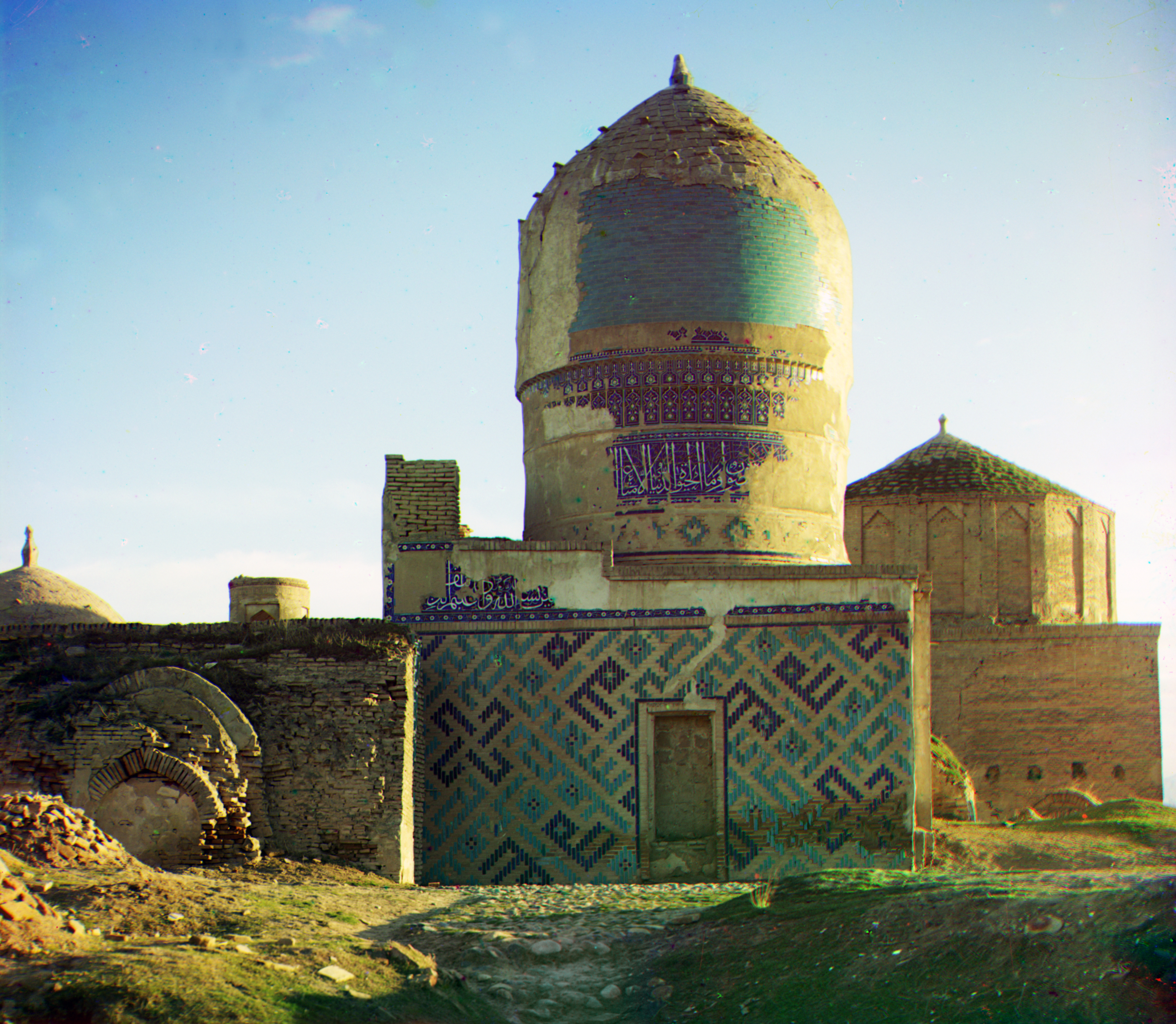
1911
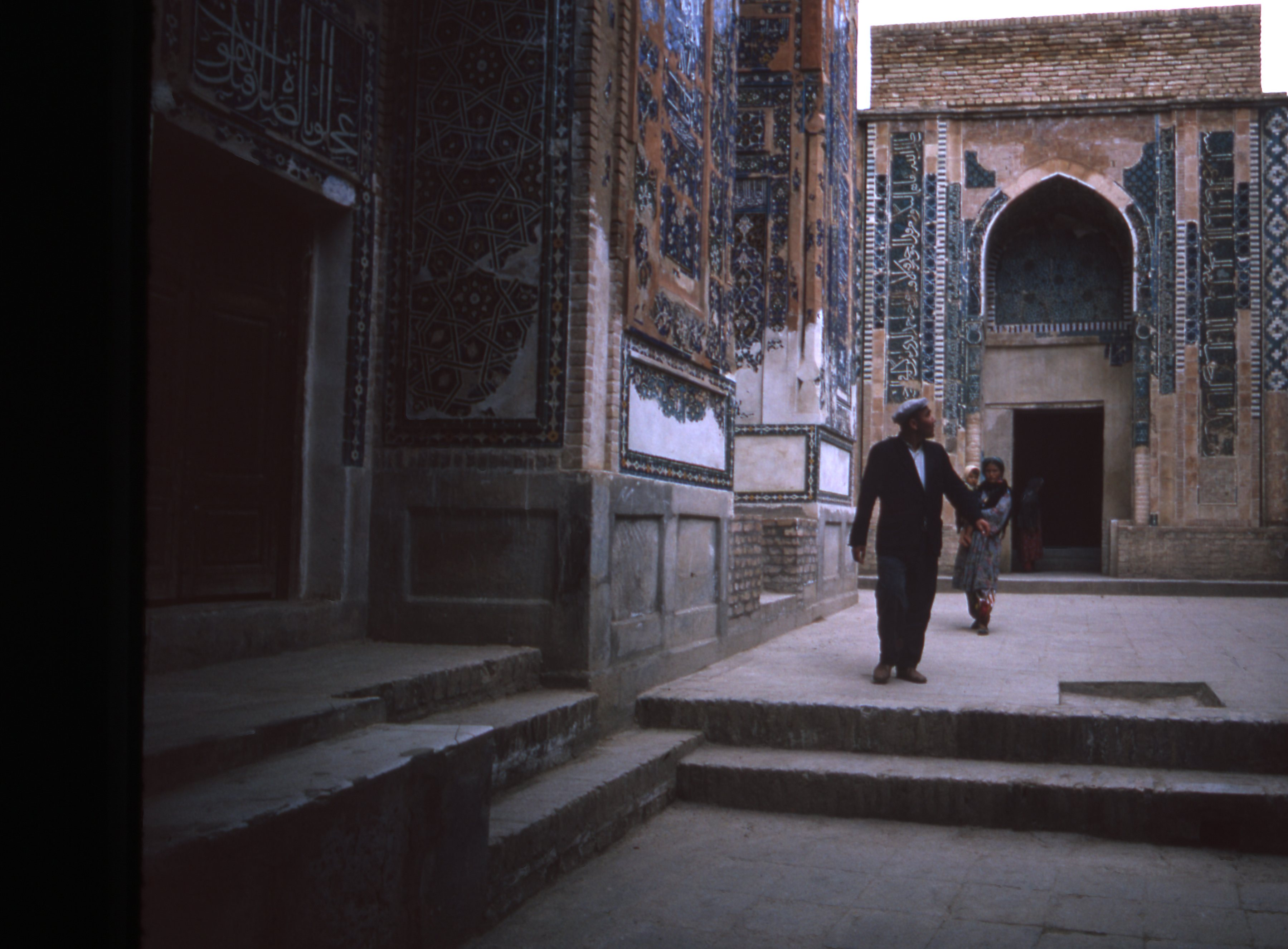
1964
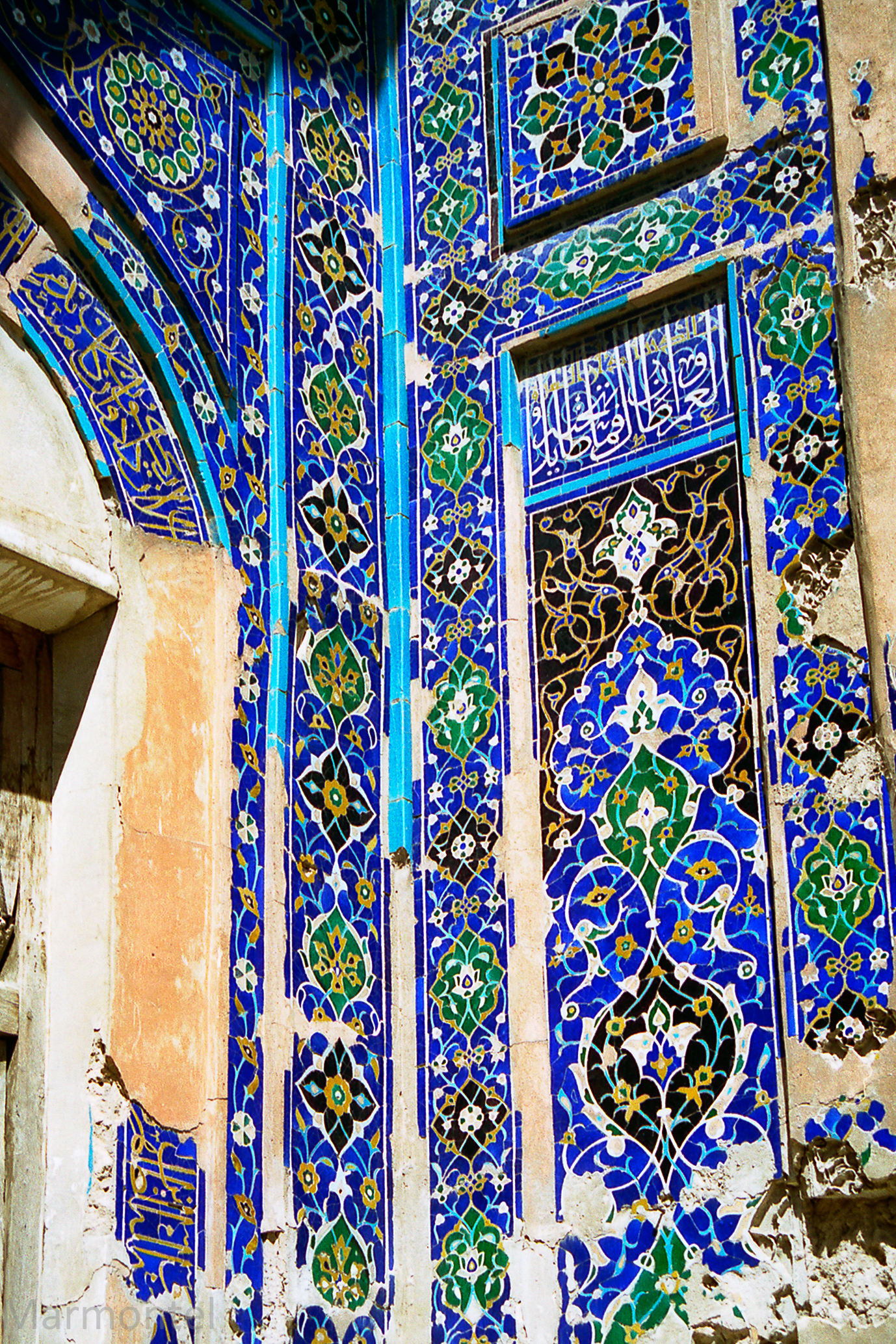
1997
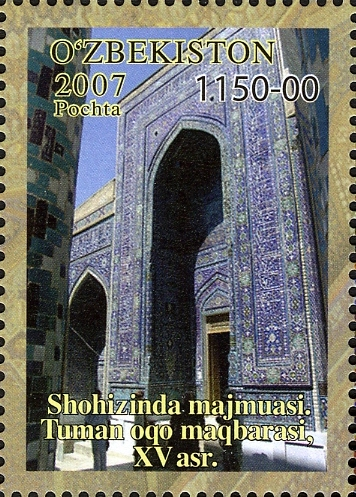
2007
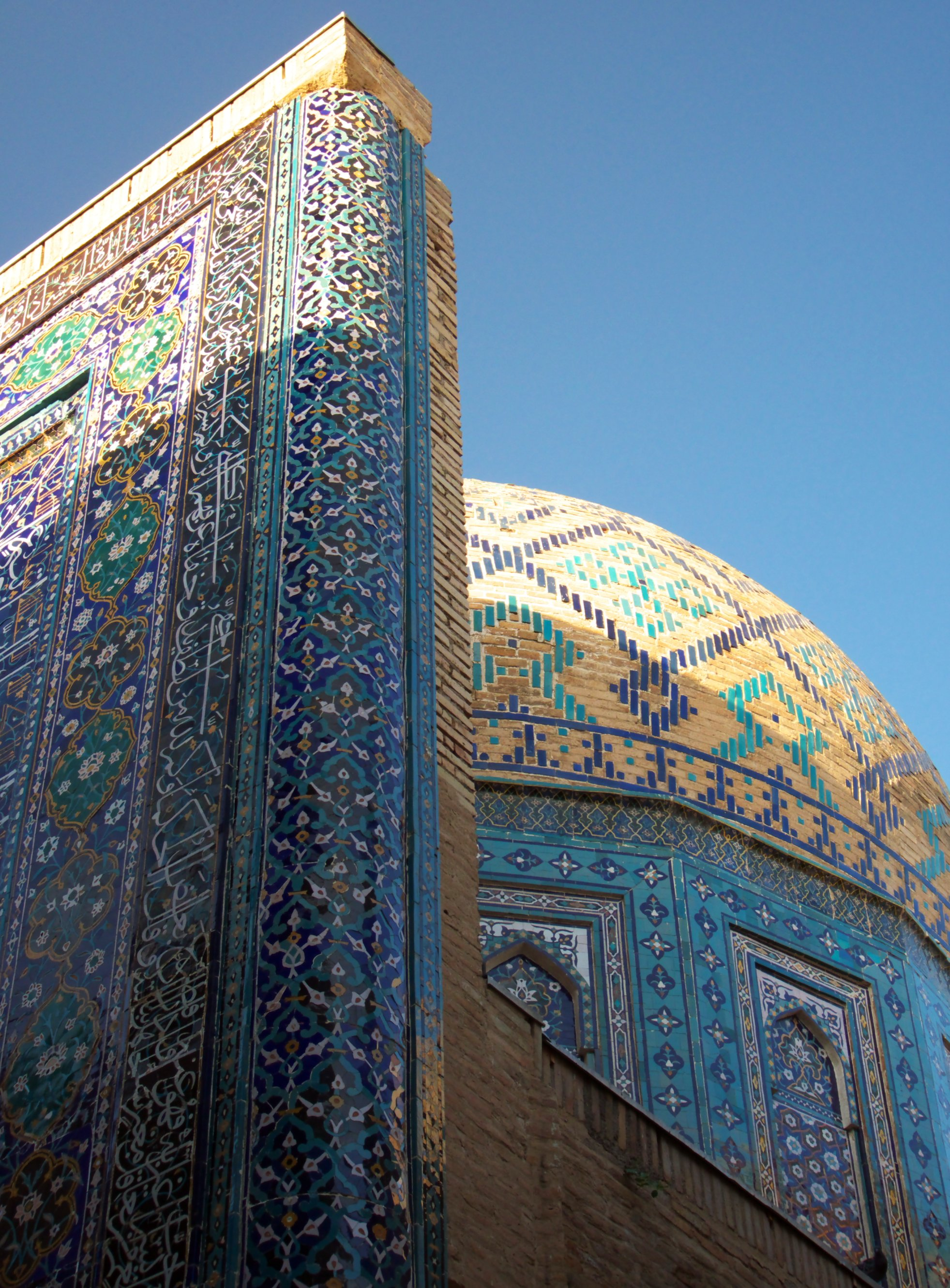
2010
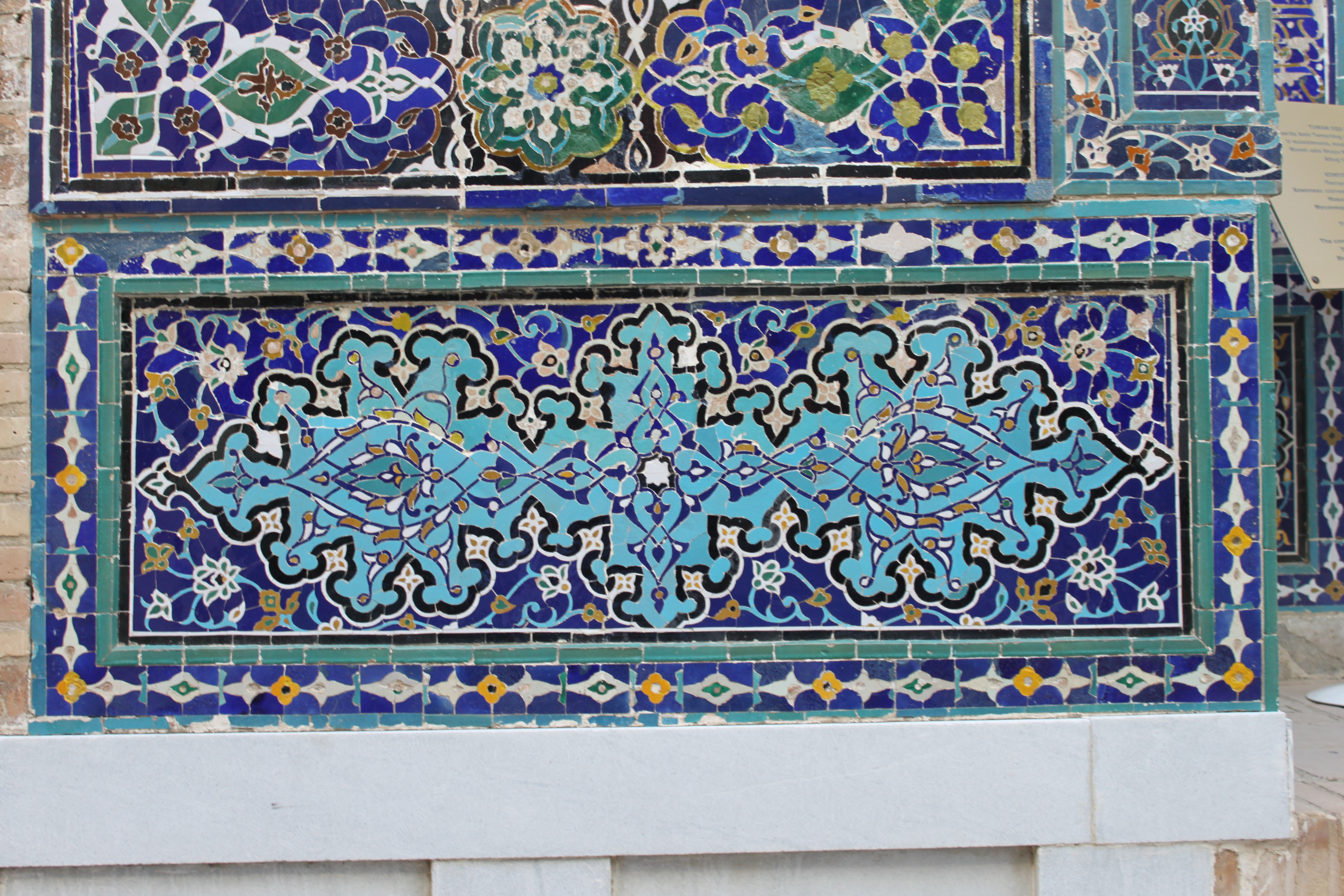
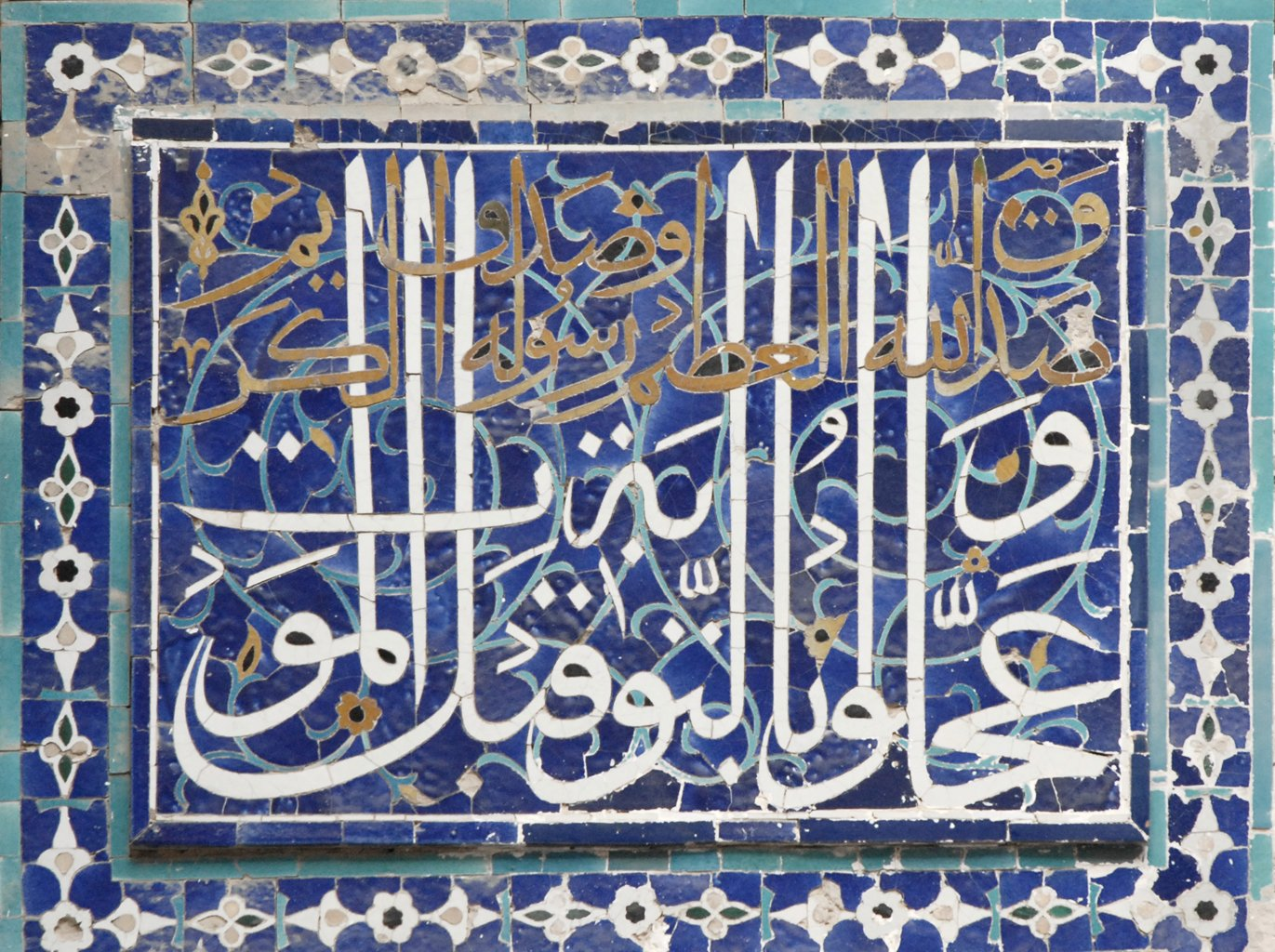
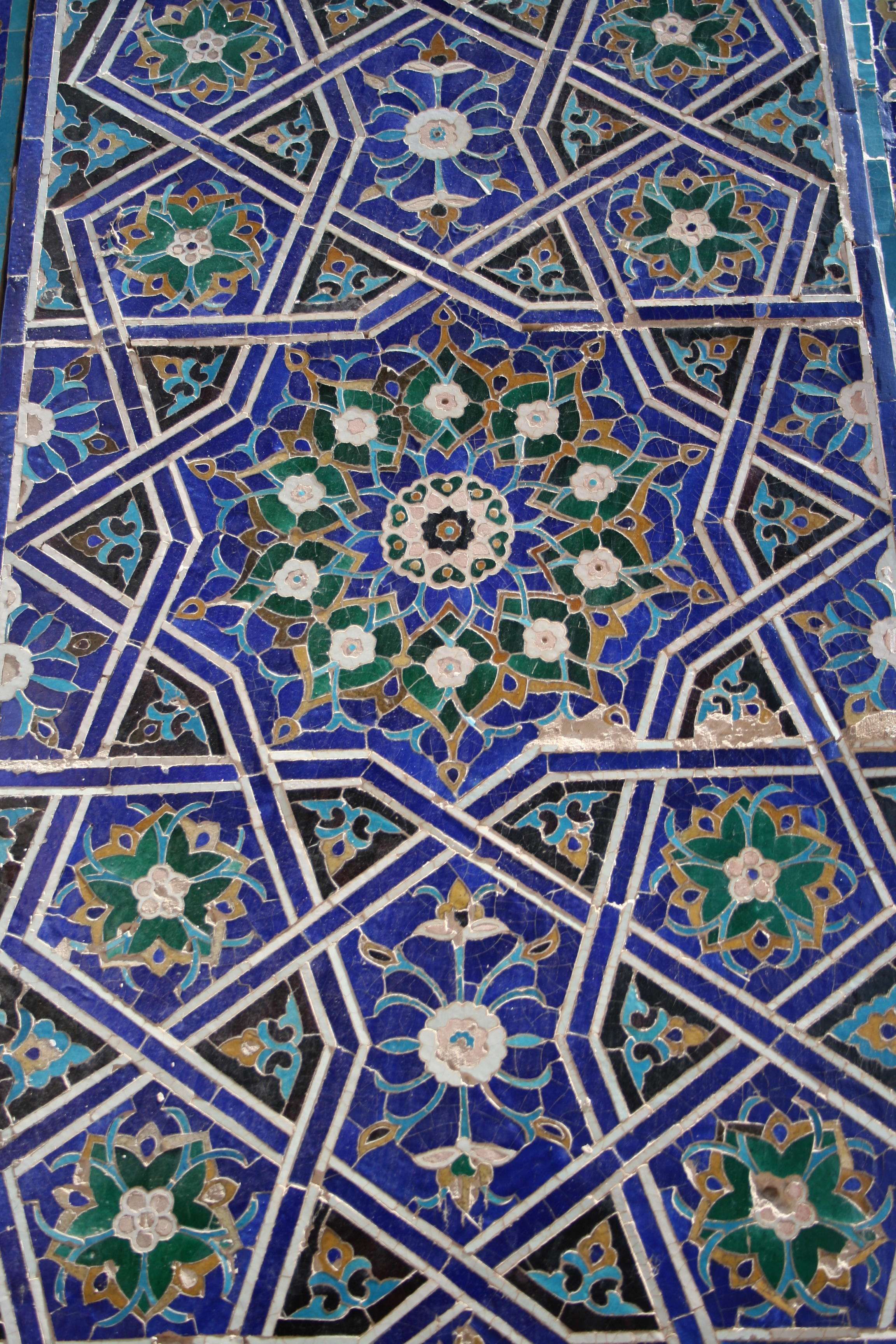
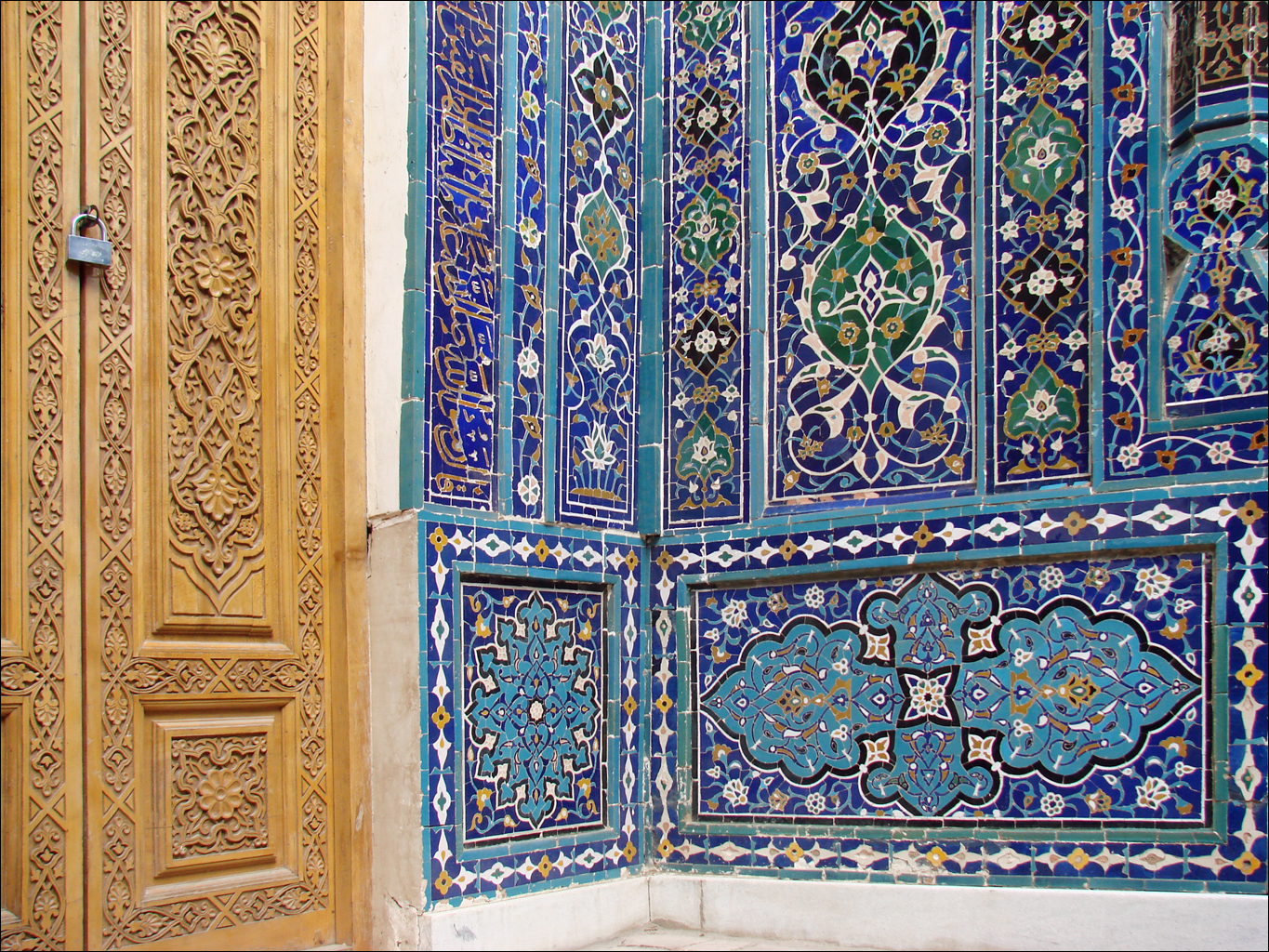